# فاندا هادريان
فاندا ماريا هادريان (ولدت في 3 مايو 1976 ، في كلوج نابوكا ، رومانيا) هي لاعبة جمباز فنية رومانية شاركت في الأحداث الدولية بين عامي 1990 و 1993. وهي حائزة على الميدالية الفضية الأولمبية، وميدالية برونزية عالمية مع الفريق، وأوروبا في جميع أنحاء الحائز على الميدالية البرونزية. وهي أيضًا عارضة أزياء ناجحة وقد فازت بالعديد من مسابقات اللياقة على مستوى عالمي. هي السيدة أربع مرات. فتنس وورلد (2008 و 2009 و 2010 و 2011) وأربع مرات الآنسة. فيتنس كندا (2006-2009). كما أنها تدرب وتقدم خدمات استشارية للاعبي الجمباز ونماذج اللياقة البدنية تحت اسم العلامة التجارية "Inspired by Vanda". وهي معروفة أيضًا بسلسلة صورها المتميزة في المجلة الرومانية بلاي بوي.